# Барабанов, Александр Дмитриевич
Александр Дмитриевич Барабанов (род. 17 июня 1994, Санкт-Петербург, Россия) — российский хоккеист, левый крайний нападающий. Игрок хоккейного клуба «Ак Барс». Олимпийский чемпион 2018 года. Заслуженный мастер спорта России.

## Биография
Воспитанник петербургской хоккейной школы. Прошёл всю клубную систему СКА. Начал карьеру в молодёжной команде «СКА-1946» в МХЛ в 2010 году. В сезоне 2012/13 дебютировал в ХК ВМФ в ВХЛ. В этом же сезоне стал лучшим снайпером регулярного чемпионата МХЛ, забросив 39 шайб, и принял участие в Кубке вызова. Первый матч в КХЛ провел в составе СКА 13 января 2014 года в матче против «Ак Барса», через две недели в матче с минским «Динамо» забросил первую в КХЛ шайбу. В этом же сезоне стал лучшим новичком недели в Лиге. В 2015 году в составе СКА стал обладателем Кубка Гагарина, а также серебряным призёром МХЛ. Сезон 2016/17 начал в основной команде, был признан лучшим нападающим недели в сентябре 2016.
2 декабря 2019 года сделал первый в карьере хет-трик в КХЛ, забросив три шайбы в ворота ЦСКА в гостях (4:2).
7 апреля 2020 года Барабанов подписал контракт с «Торонто Мейпл Лифс». Дебютировал в НХЛ 13 января 2021 года. 12 апреля 2021 года был обменян в «Сан-Хосе Шаркс», а 26 апреля забросил свою первую шайбу в НХЛ, поразив ворота «Аризона Койотис».
В сезоне 2021/22 закрепился в составе «Шаркс», набрал 39 очков (10+29) в 70 матчах.
1 августа 2024 года подписал двухлетний контракт с хоккейным клубом «Ак Барс».

### В сборной
В 2014 году в составе Сборной России принимал участие в молодёжном чемпионате мира. Набрал 6 (3+3) очков и заработал 4 штрафные минуты в 7 проведённых матчах. Вместе с командой стал бронзовым призёром чемпионата. Принимал участие в межсезонном турнире в Сочи в 2016 году в составе олимпийской сборной по хоккею.
В 2018 году стал олимпийским чемпионом в составе сборной России.

## Личная информация
Два брата также являются воспитанниками СКА. Старший, Иван, завершил профессиональную карьеру, младший — Владимир.
В 2015 году защитил выпускную работу в НГУФК им. Лесгафта на тему «Совершенствование контратакующих действий хоккеистов из зоны защиты и прохождение средней зоны».

## Государственные награды
- Орден Дружбы (27 февраля 2018 года) — за высокие спортивные достижения на XXIII Олимпийских зимних играх 2018 года в городе Пхенчхане (Республика Корея), проявленные волю к победе, стойкость и целеустремленность[9].
- Почетный житель города Петергоф[10].

## Статистика
| Легенда | Легенда                    | Легенда | Легенда                   | Легенда | Легенда    |
| ------- | -------------------------- | ------- | ------------------------- | ------- | ---------- |
| И       | Количество проведённых игр | Штр     | Штрафное время            | +/−     | Плюс-минус |
| Г       | Голы                       | П       | Голевые передачи          | О       | Очки       |
| -       | Статистика неизвестна      | —       | Статистика не учитывалась |         |            |

## Достижения
- Участник ЮЧМ: 2012[11]
- Бронзовый призёр МЧМ: 2014
- Лучший снайпер регулярного первенства Молодёжной хоккейной лиги: 2012/13 (39 голов)
- Участник Кубка Вызова: 2013
- Серебряный призёр МХЛ: 2015
- Обладатель Кубка Гагарина 2015, 2017
- Олимпийский чемпион: 2018